# Skin-walker

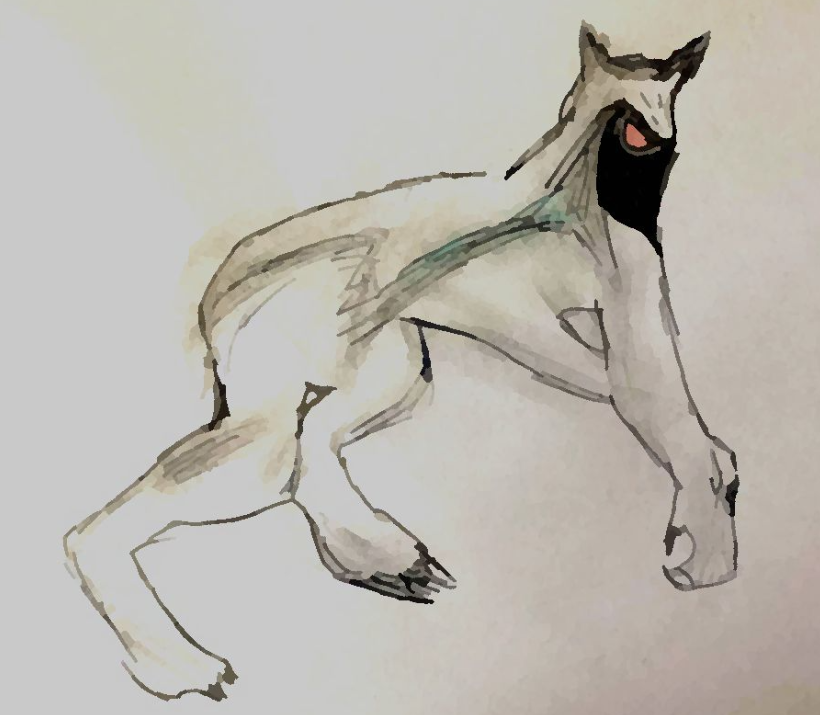

Na cultura navaja, um skin-walker (em inglês) ou yee naaldlooshii (em navajo), às vezes traduzido como troca-peles, é um tipo de bruxa maligna que pode transformar-se, possuir ou disfarçar-se de animal.

## Origem
No idioma navajo, yee naaldlooshii traduz  aproximadamente para "aquele que anda sobre quatro patas". Embora seja a variedade mais comum vista em ficção de terror por não-navajos, o yee naaldlooshii é uma das diversas variedades de um tipo de 'ánti'įhnii. A lenda dos skin-walkers não é bem compreendida fora da cultura em que surgiu, principalmente devido a uma forte relutância dos navajos em discutir o assunto com pessoas de fora. Eles relutam em revelar qualquer conhecimento sobre os skin-walkers para não-navajos, ou discutir o assunto entre aqueles em quem não confiam: 
 O que acontece quando Rowling aborda isso, é que nós, como povos nativos, estamos agora abertos a uma série de perguntas sobre essas crenças e tradições ... mas essas não são coisas que precisem ou devam ser discutidas por pessoas de fora. De todo. Sinto muito se isso parece "injusto", mas é assim que nossas culturas sobrevivem. ~ Adrienne Keene 
As bruxas navajos, incluindo os skin-walkers, representam a antítese dos valores culturais navajos. Enquanto os curandeiros da comunidade e os trabalhadores culturais são conhecidos como homens e mulheres da medicina (por termos na língua local, indígena), as bruxas são vistas como más, realizando cerimônias malignas e manipulando magia em uma perversão das boas ações que os curandeiros praticam tradicionalmente. Para exercerem suas práticas, os curandeiros tradicionais aprendem sobre a magia do bem e do mal. A maioria consegue assumir a responsabilidade, mas alguns podem vir a tornarem-se corruptos e optarem por tornarem-se bruxos.

## Lenda
Os animais associados à bruxaria geralmente incluem trapaceiros como o coiote, mas podem incluir outras criaturas, geralmente aquelas associadas à morte ou a maus presságios. Eles também podem possuir animais ou pessoas vivas e fazer uso de seus corpos, simplesmente olhando nos olhos de suas vítimas. Os skin-walkers podem ser homens ou mulheres.
As histórias de skin-walkers contadas entre crianças navajas podem ser aventuras completas de vida e morte, que terminam em skin-walkers ou navajos matando uns aos outros; ou histórias de encontros parciais que terminam em impasses. As histórias de encontros podem ser compostas como histórias de vitória navajas, com os skin-walkers se aproximando de um hogan (habitação tradicional navaja) e indo embora, assustados.
As interpretações não-nativas das histórias de skin-walkers geralmente assumem a forma de histórias de encontro parciais na estrada, onde o protagonista vê-se temporariamente em perigo, porém escapa do skin-walker de uma maneira que não é tradicionalmente vista nas histórias navajas que se passam longe de casa. Nessas histórias, um skin-walker só pode ser morto por armas feitas de prata em direção a cabeça ou coração.